# Опак човек
„Опак човек“ е български телевизионен игрален филм (комедия) от 1973 година на режисьора Янко Янков, по сценарий на Стоян Ц. Даскалов. Оператор е Яцек Тодоров. Музиката във филма е композирана от Александър Райчев.

### Актьорски състав
| Изпълнител                                      | Роля                                         |
| ----------------------------------------------- | -------------------------------------------- |
| н. а. Стефан Гецов                              | Попето, председател на ТКЗС на Горно Глогово |
| Антон Карастоянов                               | Драган Вителя опак човек                     |
| Йордан Таралежков                               | Паунов, агрономът                            |
| Георги Георгиев – Гочето (като Георги Георгиев) | „Амбриажа“, шофьорът на председателя         |
| Веселин Савов                                   | Миладин                                      |
| Снежина Балабанова                              | Венка, дъщерята на Драган                    |
| Нина Арнаудова                                  | Зафирова, инженер-мелиоратор                 |
| Грациела Бъчварова                              | Докя, жената на Драган Вителя                |
| Пепа Николова                                   | Дафина Комитска, инструкторката              |
| з. а. Владимир Давчев                           | тъпанджията                                  |
| Георги Русев                                    | Иван, даскала от Долно Глогово               |
| Николай Дойчев (като Никола Дойчев)             | селянин от Горно Глогово                     |
| Найчо Петров                                    | председател на ТКЗС на на Долно Глогово      |
| Койчо Койчев                                    |                                              |
| В епизодите:                                    |                                              |
| Богдана Вульпе (като Б. Вулпе)                  | Кичка                                        |
| Св. Охридска                                    |                                              |
| Таня Вучкова (като Т. Вучкова)                  |                                              |
| Васил Вачев (като В. Вачев)                     | Марин, новият председател                    |
| Филип Малеев (като Ф. Малеев)                   | Василева                                     |
| Н. Груев                                        |                                              |
| Християн Русинов (като Хр. Русинов)             |                                              |
| Георги Парцалев не е посочен в надписите        | разказвачът (глас зад кадър)                 |

и др.